# Sainte-Radegonde (Gers)
Pour les articles homonymes, voir Sainte-Radegonde.
Sainte-Radegonde (Senta Regonda en gascon) est une commune française située dans le nord du département du Gers en région Occitanie. Sur le plan historique et culturel, la commune est dans le Pays de Gaure, un territoire au cœur de la Gascogne caractérisé par ses champs céréaliers et d'oléagineux, entrecoupés de maigres bois et prairies.
Exposée à un climat océanique altéré, elle est drainée par le ruisseau de Lauze, le ruisseau de Cussé, le ruisseau de Rouzas et par divers autres petits cours d'eau.
Sainte-Radegonde est une commune rurale qui compte 175 habitants en 2022, après avoir connu un pic de population de 427 habitants en 1856.  Ses habitants sont appelés les Saint-Radegondois ou  Saint-Radegondoises.
Le patrimoine architectural de la commune comprend deux  immeubles protégés au titre des monuments historiques : les stèles discoïdales, classées en 1959, et le château d'Argenteins, inscrit en 1990.

## Géographie

### Localisation
Sainte-Radegonde est une commune de Gascogne située en Lomagne sur la Lauze.

### Communes limitrophes
Les communes limitrophes sont  Fleurance, La Sauvetat, Lamothe-Goas, Pauilhac et Réjaumont.
| Lamothe-Goas | Pauilhac         |           |
| La Sauvetat  | Sainte-Radegonde | Fleurance |
|              | Réjaumont        |           |

### Géologie et relief
Sainte-Radegonde se situe en zone de sismicité 1 (sismicité très faible).

### Hydrographie

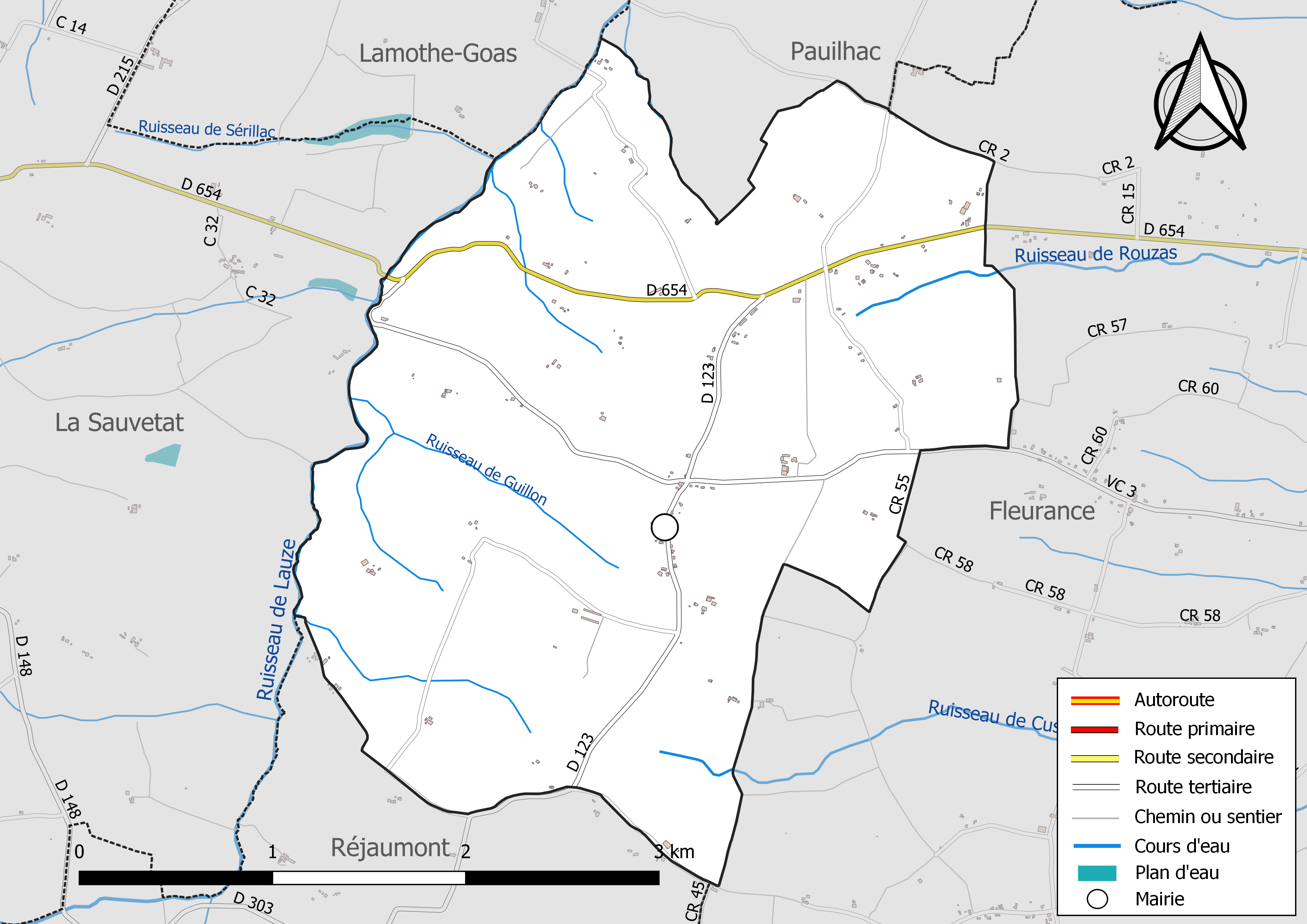
Réseaux hydrographique et routier de Sainte-Radegonde.

La commune est dans le bassin de la Garonne, au sein du bassin hydrographique Adour-Garonne. Elle est drainée par le ruisseau de Lauze, le ruisseau de Cussé, le ruisseau de Rouzas, le ruisseau de Guillon, le ruisseau de Sérillac et par divers petits cours d'eau, qui constituent un réseau hydrographique de 9 km de longueur totale,.
Le ruisseau de Lauze, d'une longueur totale de 16,3 km, prend sa source dans la commune de La Sauvetat et s'écoule du sud-ouest vers le nord-est. Il traverse la commune et se jette dans le Gers à Lectoure, après avoir traversé 7 communes.

### Climat
Pour des articles plus généraux, voir Climat de l'Occitanie et Climat du Gers.
En 2010, le climat de la commune est de type climat du Bassin du Sud-Ouest, selon une étude s'appuyant sur une série de données couvrant la période 1971-2000. En 2020, Météo-France publie une typologie des climats de la France métropolitaine dans laquelle la commune est exposée à un climat océanique altéré et est dans la région climatique Aquitaine, Gascogne, caractérisée par une pluviométrie abondante au printemps, modérée en automne, un faible ensoleillement au printemps, un été chaud (19,5 °C), des vents faibles, des brouillards fréquents en automne et en hiver et des orages fréquents en été (15 à 20 jours).
Pour la période 1971-2000, la température annuelle moyenne est de 13,3 °C, avec une amplitude thermique annuelle de 16 °C. Le cumul annuel moyen de précipitations est de 749 mm, avec 9,8 jours de précipitations en janvier et 6,4 jours en juillet. Pour la période 1991-2020, la température moyenne annuelle observée sur la station météorologique la plus proche, située sur la commune de Beaucaire à 16 km à vol d'oiseau, est de 13,8 °C et le cumul annuel moyen de précipitations est de 775,9 mm,. Pour l'avenir, les paramètres climatiques de la commune estimés pour 2050 selon différents scénarios d'émission de gaz à effet de serre sont consultables sur un site dédié publié par Météo-France en novembre 2022.

### Milieux naturels et biodiversité
Aucun espace naturel présentant un intérêt patrimonial n'est recensé sur la commune dans l'inventaire national du patrimoine naturel,,.

## Urbanisme

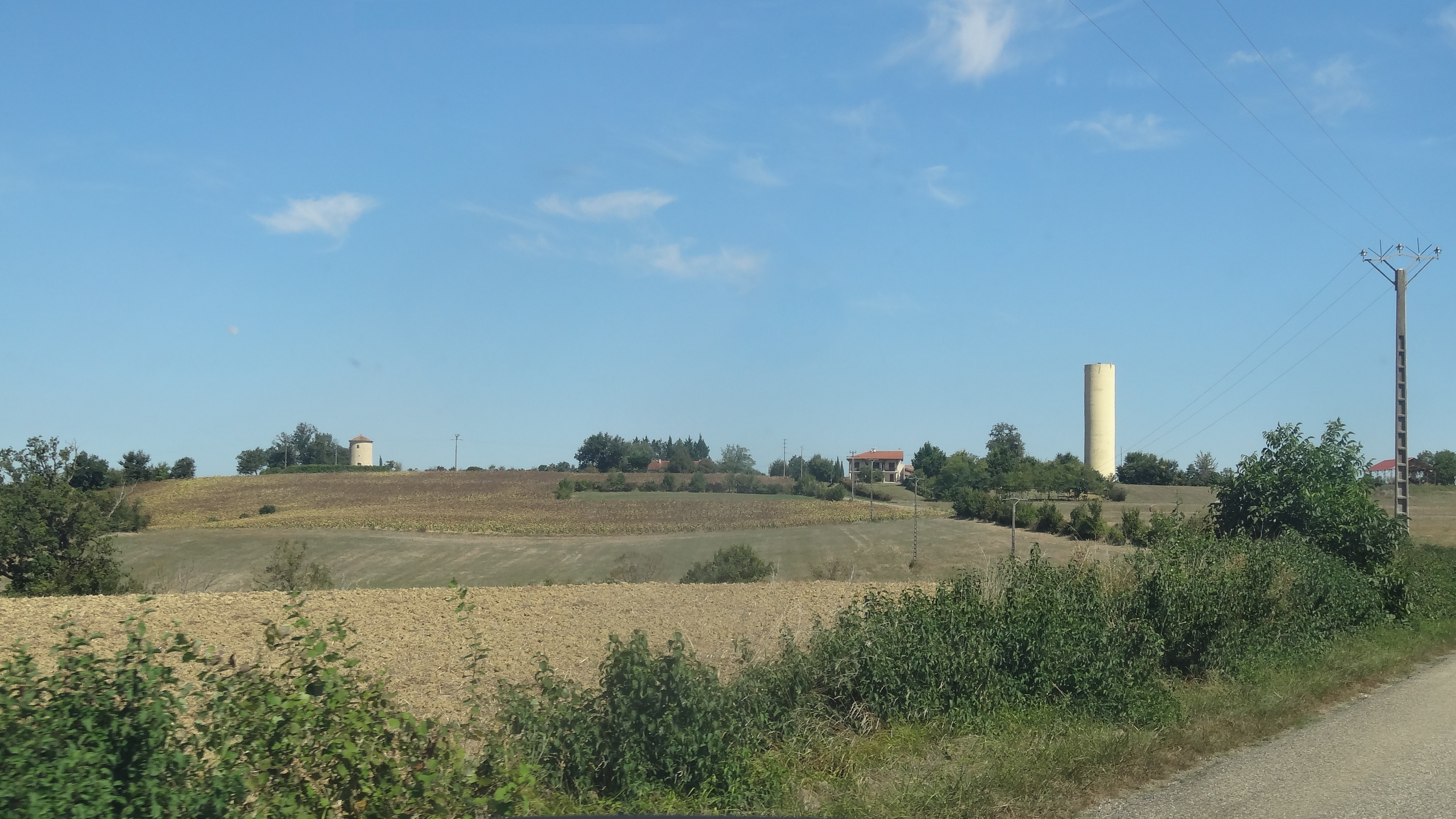
La commune, ici dans sa partie nord, s'inscrit dans un cadre rural.

### Typologie
Au 1er janvier 2024, Sainte-Radegonde est catégorisée commune rurale à habitat très dispersé, selon la nouvelle grille communale de densité à sept niveaux définie par l'Insee en 2022.
Elle est située hors unité urbaine et hors attraction des villes,.

### Occupation des sols
L'occupation des sols de la commune, telle qu'elle ressort de la base de données européenne d’occupation biophysique des sols Corine Land Cover (CLC), est marquée par l'importance des territoires agricoles (99,9 % en 2018), une proportion identique à celle de 1990 (99,9 %). La répartition détaillée en 2018 est la suivante : 
terres arables (95,1 %), zones agricoles hétérogènes (4,8 %), forêts (0,1 %). L'évolution de l’occupation des sols de la commune et de ses infrastructures peut être observée sur les différentes représentations cartographiques du territoire : la carte de Cassini (XVIIIe siècle), la carte d'état-major (1820-1866) et les cartes ou photos aériennes de l'IGN pour la période actuelle (1950 à aujourd'hui).

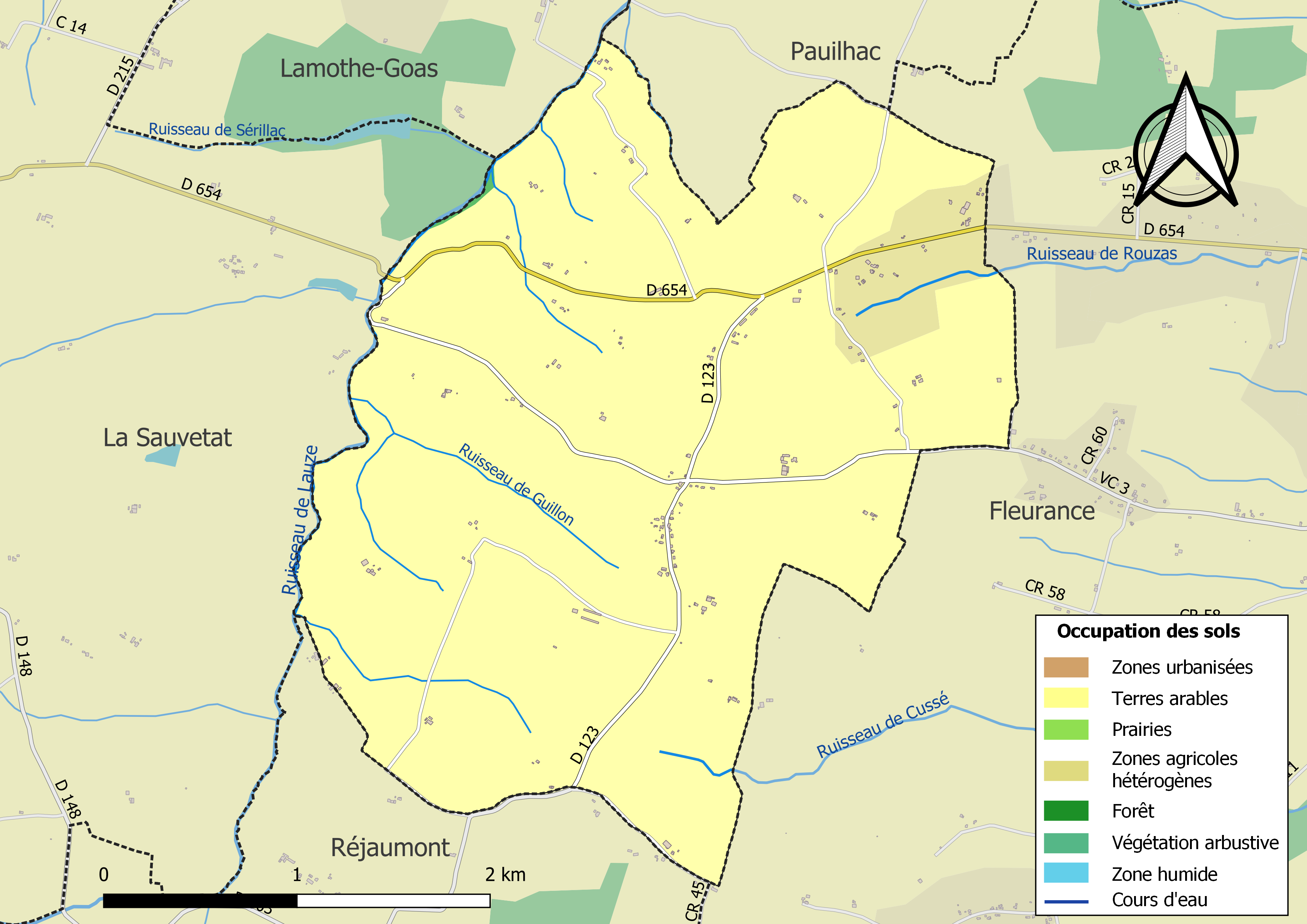
Carte des infrastructures et de l'occupation des sols de la commune en 2018 (CLC).

### Voies de communication et transports

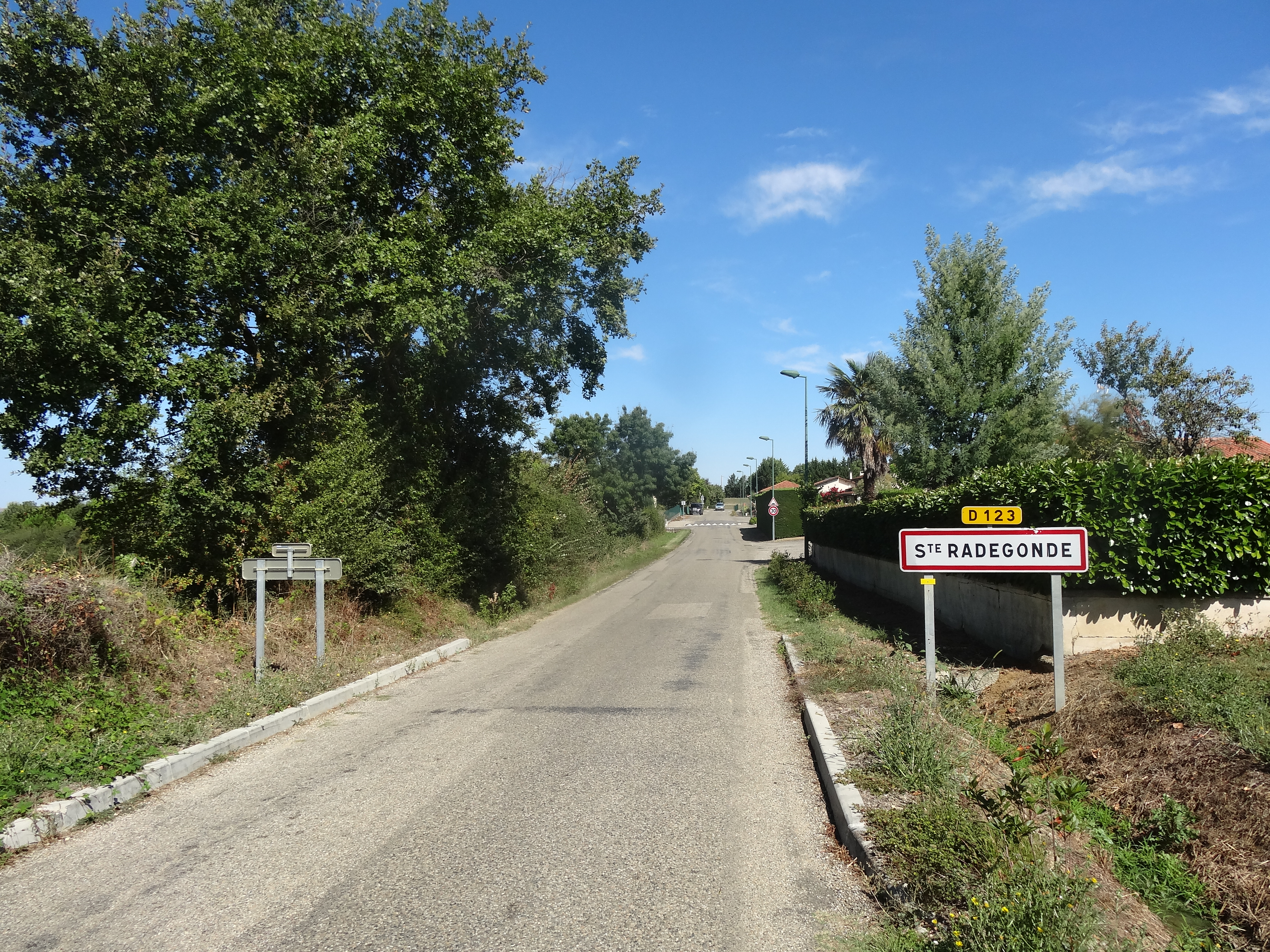
Entrée sud sur la D123.

### Risques majeurs
Le territoire de la commune de Sainte-Radegonde est vulnérable à différents aléas naturels : météorologiques (tempête, orage, neige, grand froid, canicule ou sécheresse) et séisme (sismicité très faible). Un site publié par le BRGM permet d'évaluer simplement et rapidement les risques d'un bien localisé soit par son adresse soit par le numéro de sa parcelle.

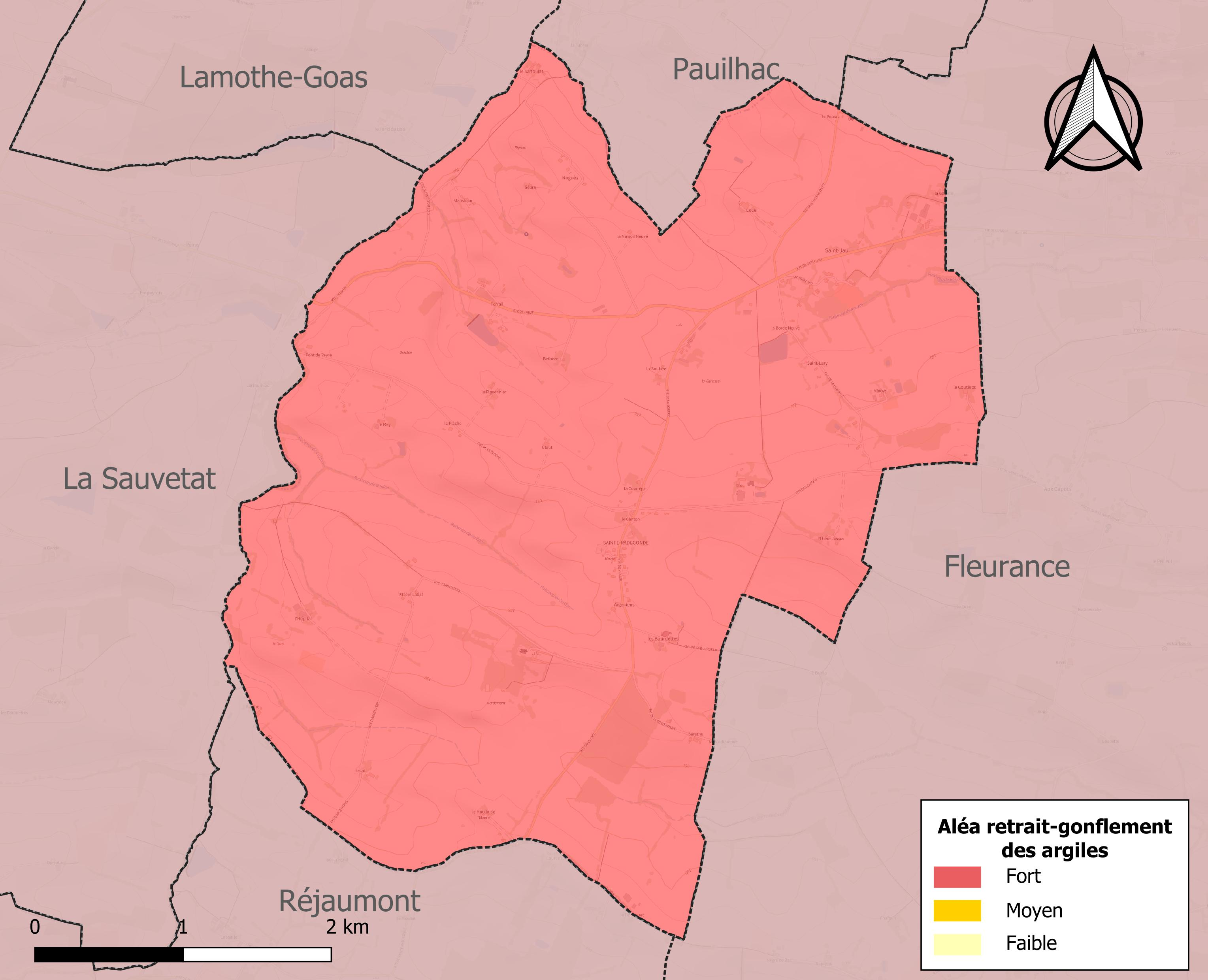
Carte des zones d'aléa retrait-gonflement des sols argileux de Sainte-Radegonde.

Le retrait-gonflement des sols argileux est susceptible d'engendrer des dommages importants aux bâtiments en cas d’alternance de périodes de sécheresse et de pluie. La totalité de la commune est en aléa moyen ou fort (94,5 % au niveau départemental et 48,5 % au niveau national). Sur les 82 bâtiments dénombrés sur la commune en 2019, 82 sont en aléa moyen ou fort, soit 100 %, à comparer aux 93 % au niveau départemental et 54 % au niveau national. Une cartographie de l'exposition du territoire national au retrait gonflement des sols argileux est disponible sur le site du BRGM,.
Par ailleurs, afin de mieux appréhender le risque d’affaissement de terrain, l'inventaire national des cavités souterraines permet de localiser celles situées sur la commune.
La commune a été reconnue en état de catastrophe naturelle au titre des dommages causés par les inondations et coulées de boue survenues en 1999 et 2009. Concernant les mouvements de terrains, la commune a été reconnue en état de catastrophe naturelle au titre des dommages causés par la sécheresse en 1989, 1992, 1994, 1999, 2000, 2002, 2003, 2011 et 2016 et par des mouvements de terrain en 1999.

### Manifestations culturelles et festivités

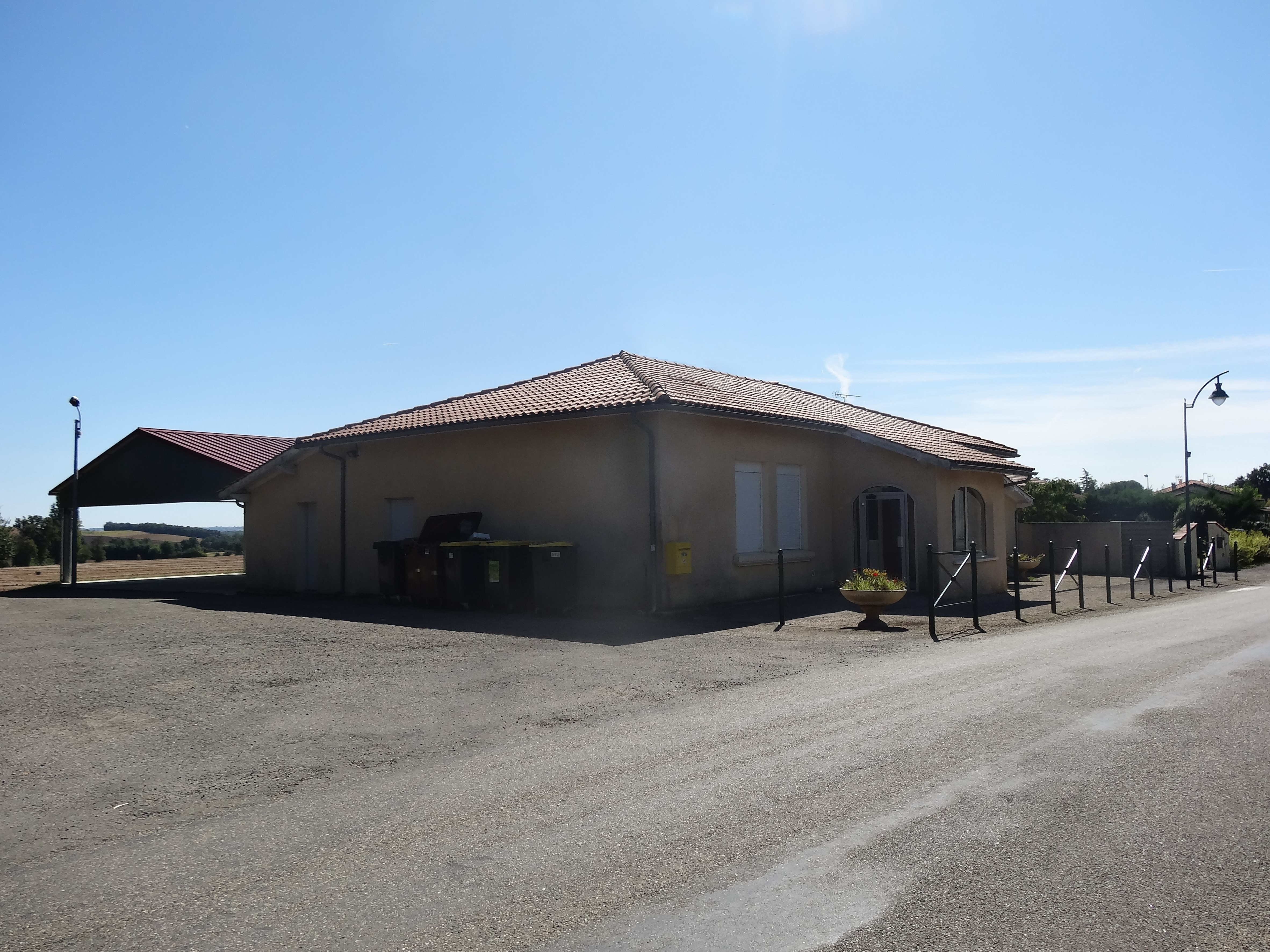
La salle des fêtes.

## Politique et administration

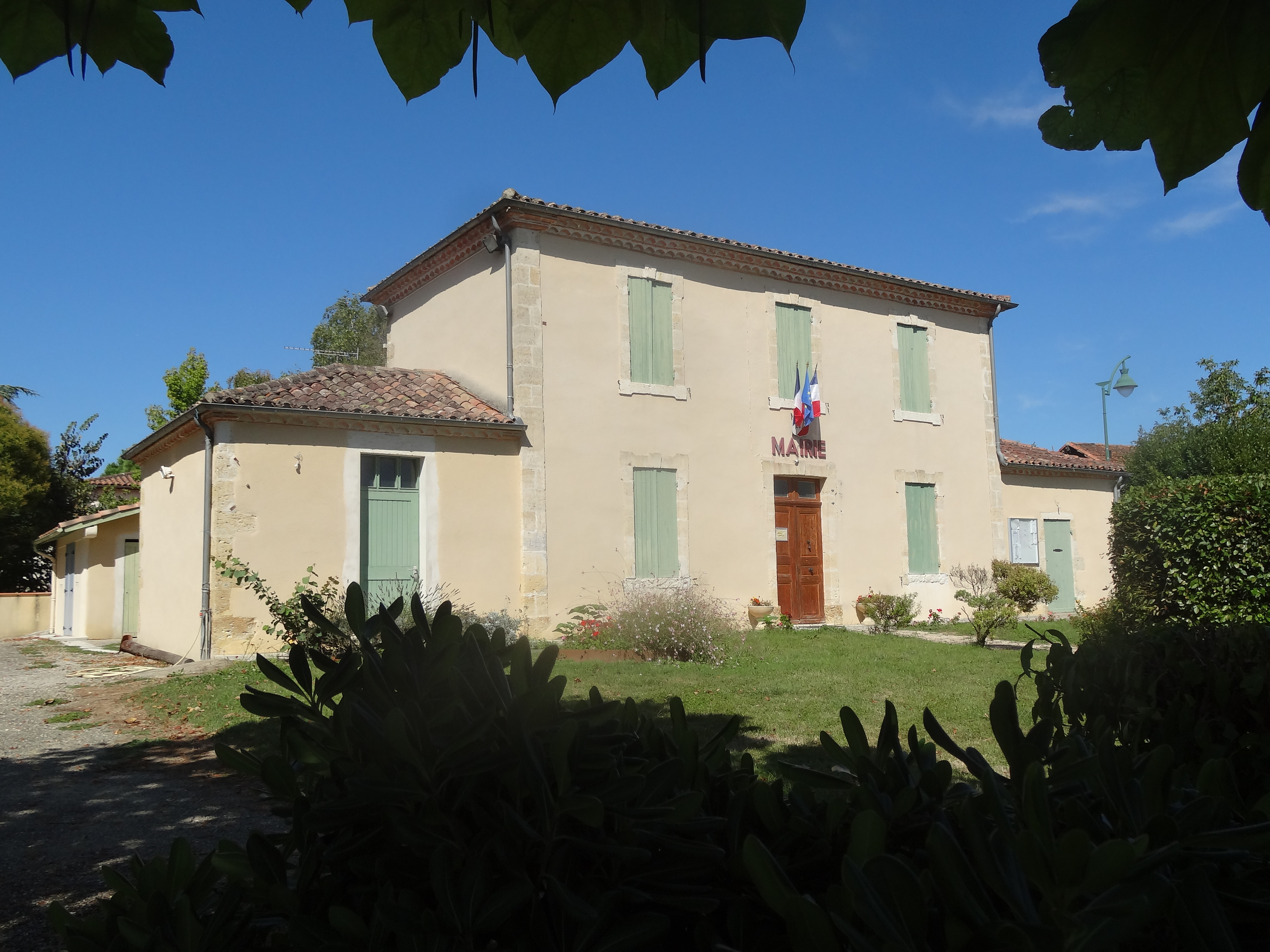
La mairie.

### Liste des maires
| Période                                  | Période  | Identité        | Étiquette | Qualité              |
| ---------------------------------------- | -------- | --------------- | --------- | -------------------- |
| mars 2001                                | En cours | Francis Barella | DVD       | Agriculteur retraité |
| Les données manquantes sont à compléter. |          |                 |           |                      |

## Population et société

### Démographie
| 1793 | 1800 | 1806 | 1821 | 1831 | 1841 | 1846 | 1851 | 1856 |
| ---- | ---- | ---- | ---- | ---- | ---- | ---- | ---- | ---- |
| 129  | 146  | 150  | 177  | 422  | 423  | 412  | 400  | 427  |

| 1861 | 1866 | 1872 | 1876 | 1881 | 1886 | 1891 | 1896 | 1901 |
| ---- | ---- | ---- | ---- | ---- | ---- | ---- | ---- | ---- |
| 413  | 395  | 359  | 359  | 349  | 337  | 289  | 270  | 270  |

| 1906 | 1911 | 1921 | 1926 | 1931 | 1936 | 1946 | 1954 | 1962 |
| ---- | ---- | ---- | ---- | ---- | ---- | ---- | ---- | ---- |
| 260  | 245  | 237  | 250  | 247  | 260  | 245  | 227  | 180  |

| 1968 | 1975 | 1982 | 1990 | 1999 | 2005 | 2006 | 2010 | 2015 |
| ---- | ---- | ---- | ---- | ---- | ---- | ---- | ---- | ---- |
| 180  | 160  | 146  | 155  | 170  | 181  | 186  | 184  | 183  |

| 2020 | 2022 | - | - | - | - | - | - | - |
| ---- | ---- | - | - | - | - | - | - | - |
| 176  | 175  | - | - | - | - | - | - | - |

## Économie

### Revenus
En 2018  (données Insee publiées en septembre 2021), la commune compte 75 ménages fiscaux, regroupant 189 personnes. La médiane du revenu disponible par unité de consommation est de 22 810 € (20 820 € dans le département).

### Emploi
|                | 2008  | 2013  | 2018  |
| -------------- | ----- | ----- | ----- |
| Commune        | 2,7 % | 5,2 % | 8 %   |
| Département    | 6,1 % | 7,5 % | 8,2 % |
| France entière | 8,3 % | 10 %  | 10 %  |

En 2018, la population âgée de 15 à 64 ans s'élève à 102 personnes, parmi lesquelles on compte 82 % d'actifs (74 % ayant un emploi et 8 % de chômeurs) et 18 % d'inactifs,. Depuis 2008, le taux de chômage communal (au sens du recensement) des 15-64 ans est inférieur à celui de la France et du département.
La commune est hors attraction des villes,. Elle compte 24 emplois en 2018, contre 26 en 2013 et 19 en 2008. Le nombre d'actifs ayant un emploi résidant dans la commune est de 78, soit un indicateur de concentration d'emploi de 31,4 % et un taux d'activité parmi les 15 ans ou plus de 54,9 %.
Sur ces 78 actifs de 15 ans ou plus ayant un emploi, 21 travaillent dans la commune, soit 28 % des habitants. Pour se rendre au travail, 90,8 % des habitants utilisent un véhicule personnel ou de fonction à quatre roues, 1,3 % s'y rendent en deux-roues, à vélo ou à pied et 7,9 % n'ont pas besoin de transport (travail au domicile).

### Activités hors agriculture
13 établissements sont implantés  à Sainte-Radegonde au 31 décembre 2019.
Le secteur du commerce de gros et de détail, des transports, de l'hébergement et de la restauration est prépondérant sur la commune puisqu'il représente 30,8 % du nombre total d'établissements de la commune (4 sur les 13 entreprises implantées  à Sainte-Radegonde), contre 27,7 % au niveau départemental.

### Agriculture
|               | 1988  | 2000  | 2010  | 2020  |
| ------------- | ----- | ----- | ----- | ----- |
| Exploitations | 25    | 15    | 14    | 9     |
| SAU (ha)      | 1 485 | 1 519 | 1 520 | 1 362 |

La commune est dans le « Haut-Armagnac », une petite région agricole occupant le centre du département du Gers. En 2020, l'orientation technico-économique de l'agriculture  sur la commune est la polyculture et/ou le polyélevage. Neuf exploitations agricoles ayant leur siège dans la commune sont dénombrées lors du recensement agricole de 2020 (25 en 1988). La superficie agricole utilisée est de 1 362 ha,,.

## Culture locale et patrimoine

### Lieux et monuments
- Le château d'Argentens a été construit en 1805 par un enfant du pays, négociant à Bordeaux et pendant la période révolutionnaire, acquéreur de biens nationaux. De style « retour d'Égypte », il fut conçu par des architectes bordelais. Il se caractérise par les frontons en mitre des baies et par les cannelures à arêtes vives des baies en plein cintre du rez-de-chaussée.

Le château d'Argentens
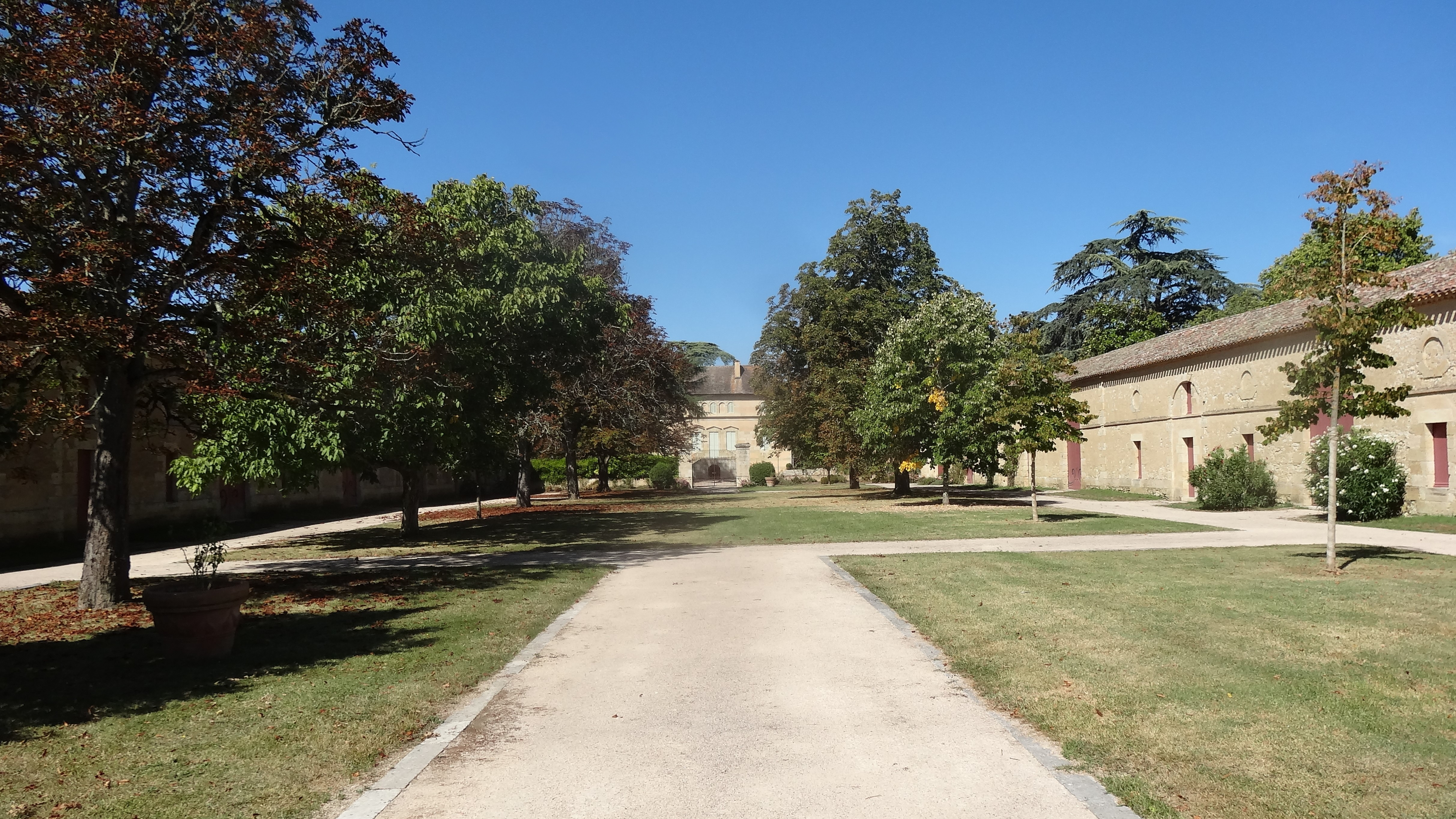
Vue d'ensemble.
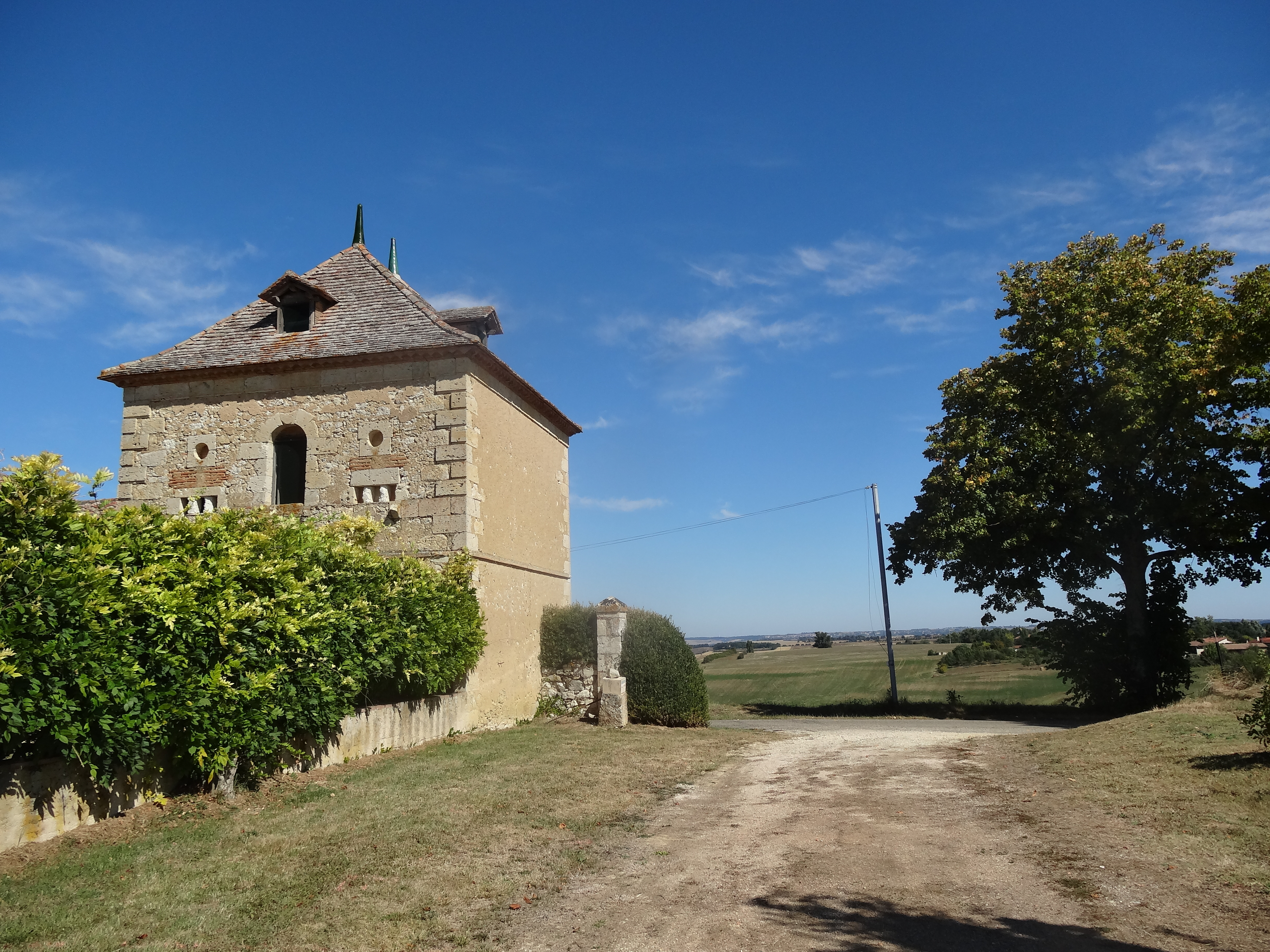
Tour.
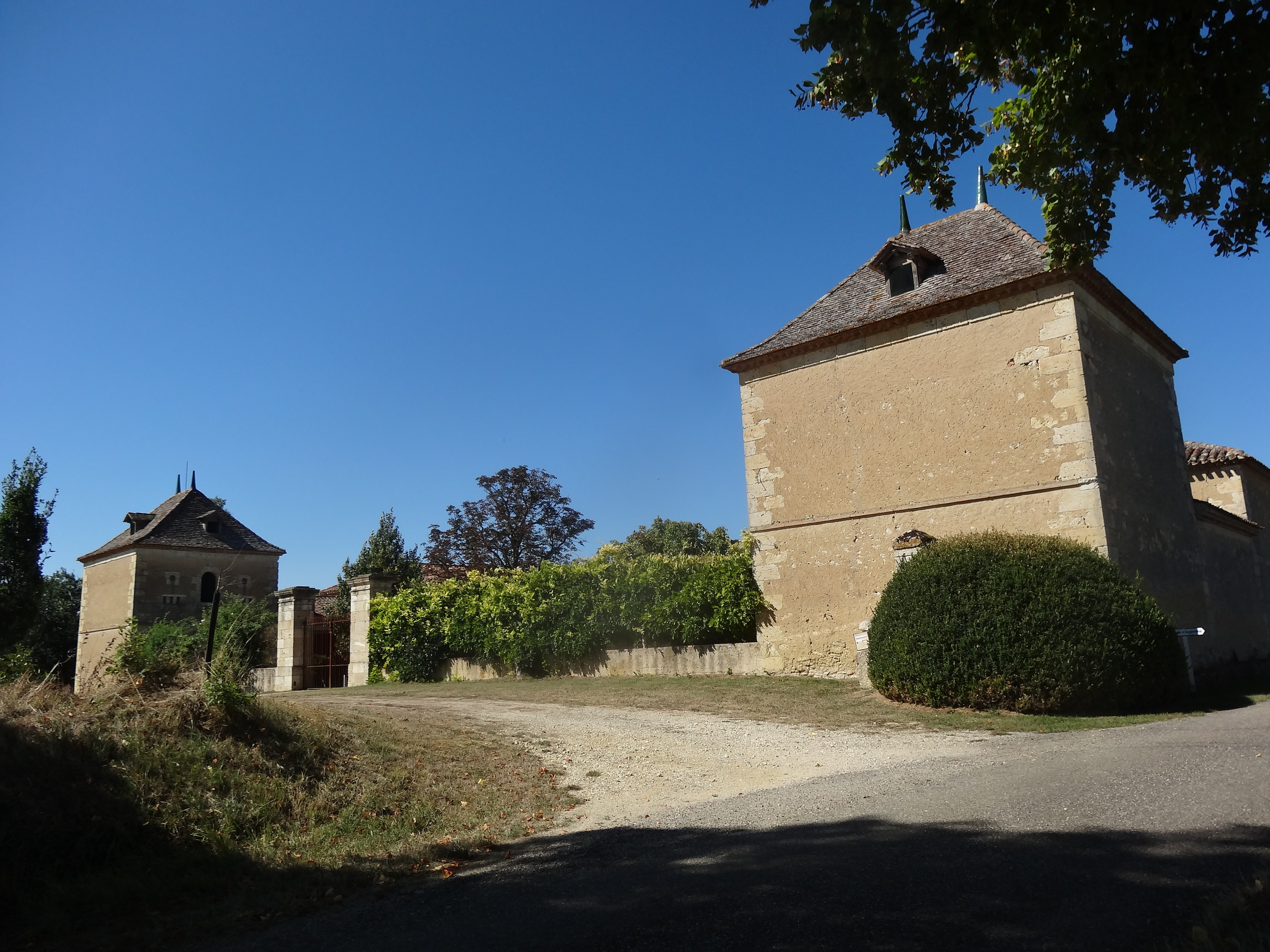
Clôture.

- Église Sainte-Radegonde de Sainte-Radegonde.

L'église Sainte-Radegonde
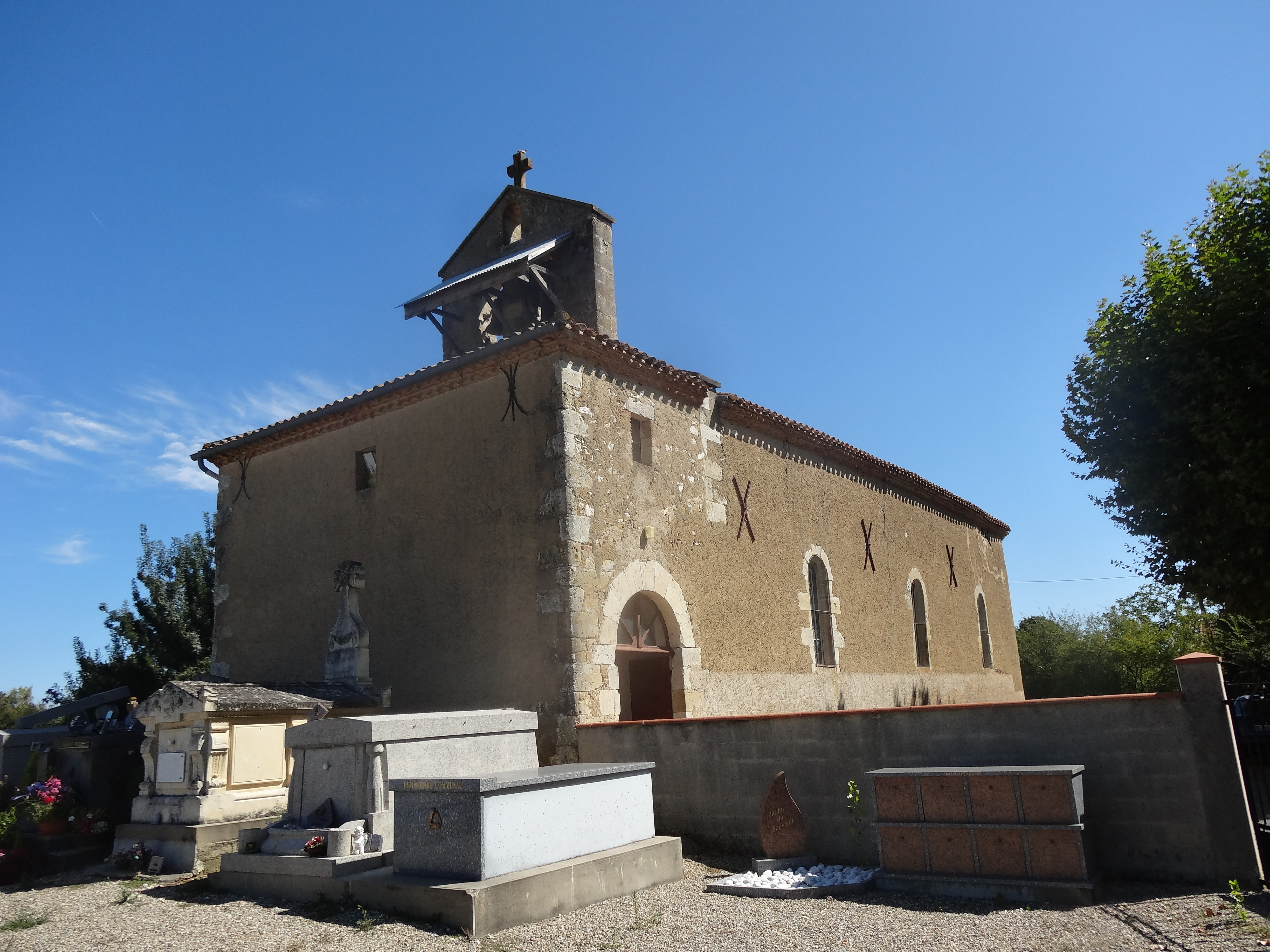
L'église et le cimetière.
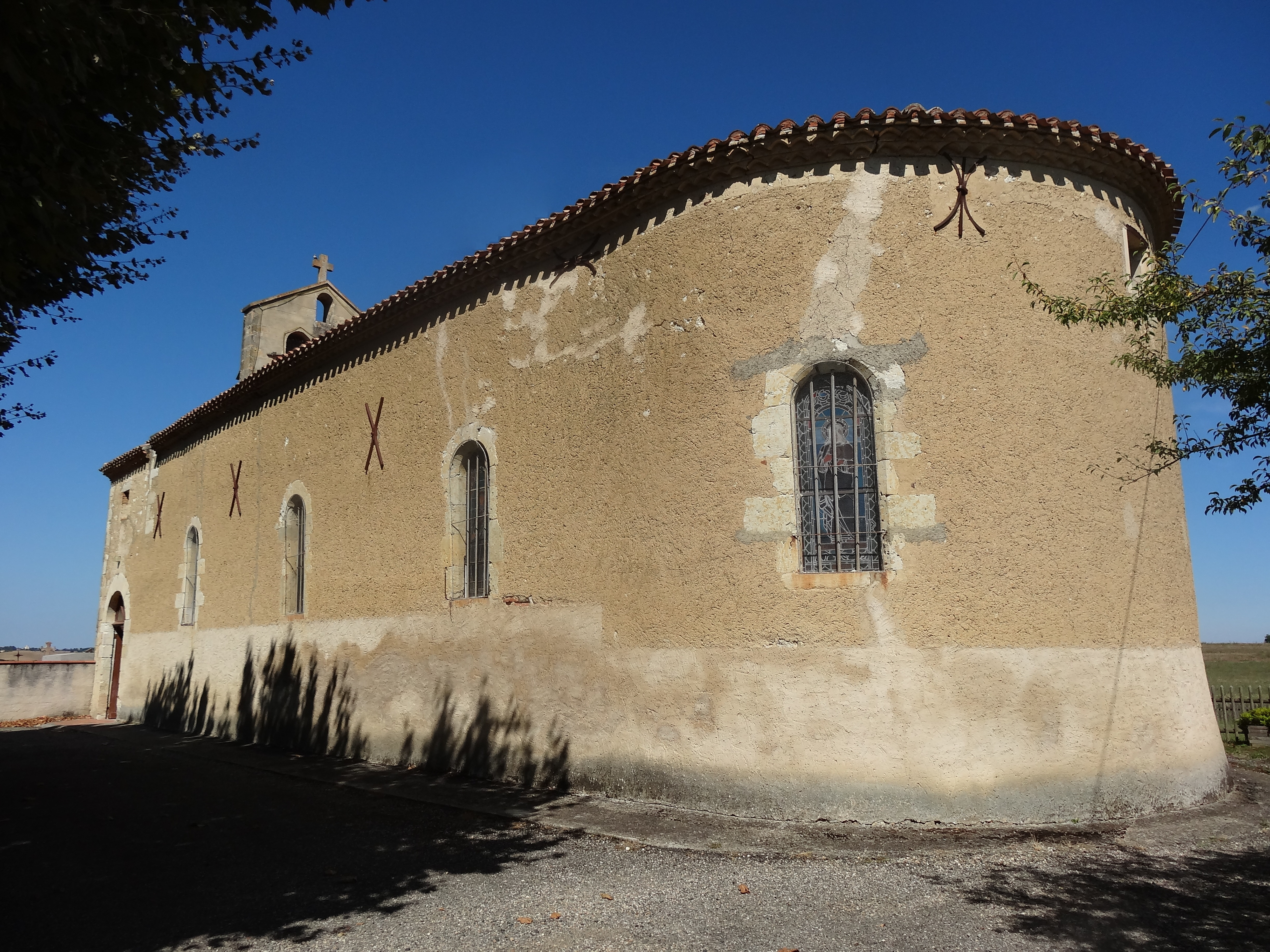
L'église vue du chevet.
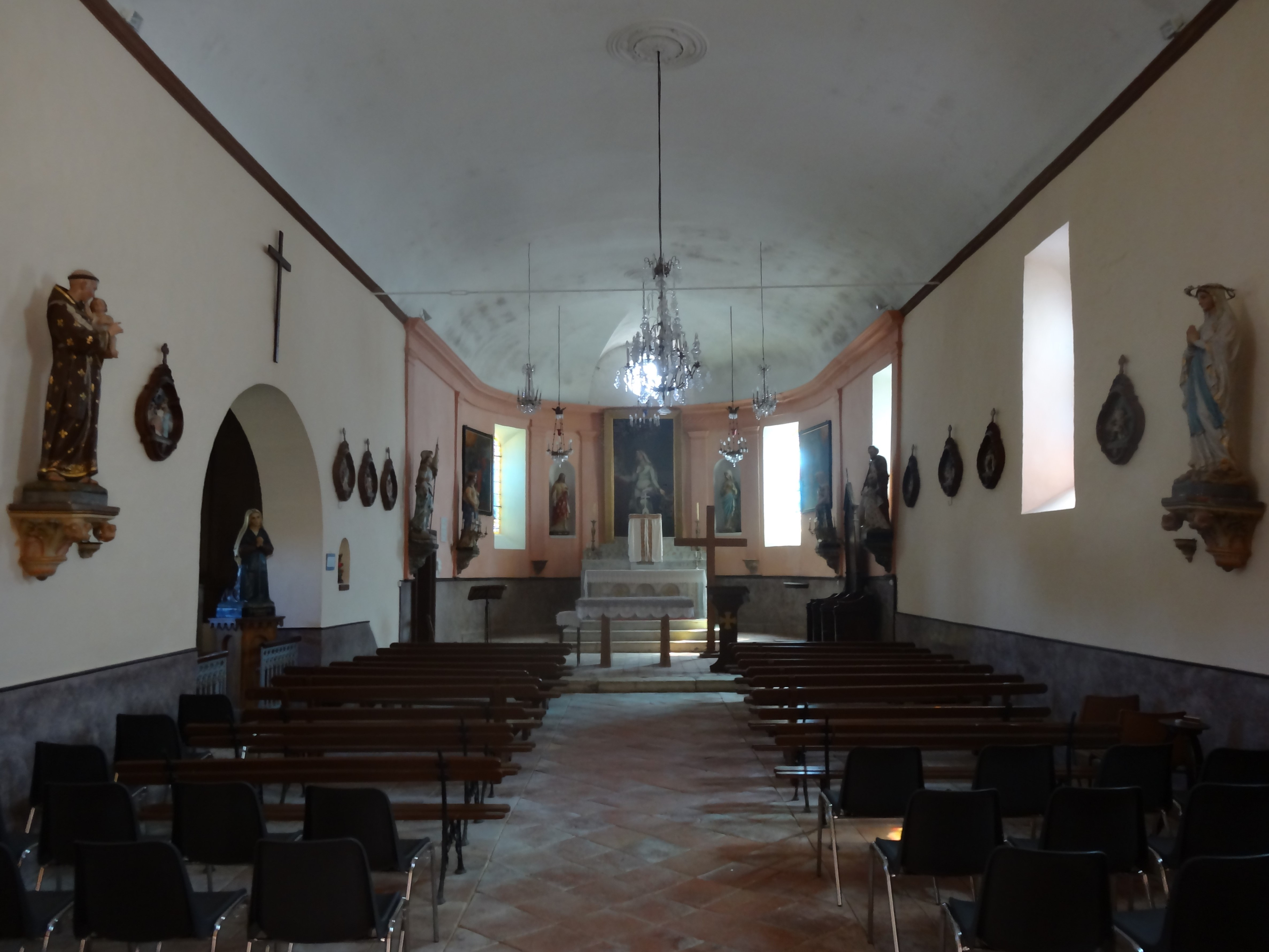
La nef.
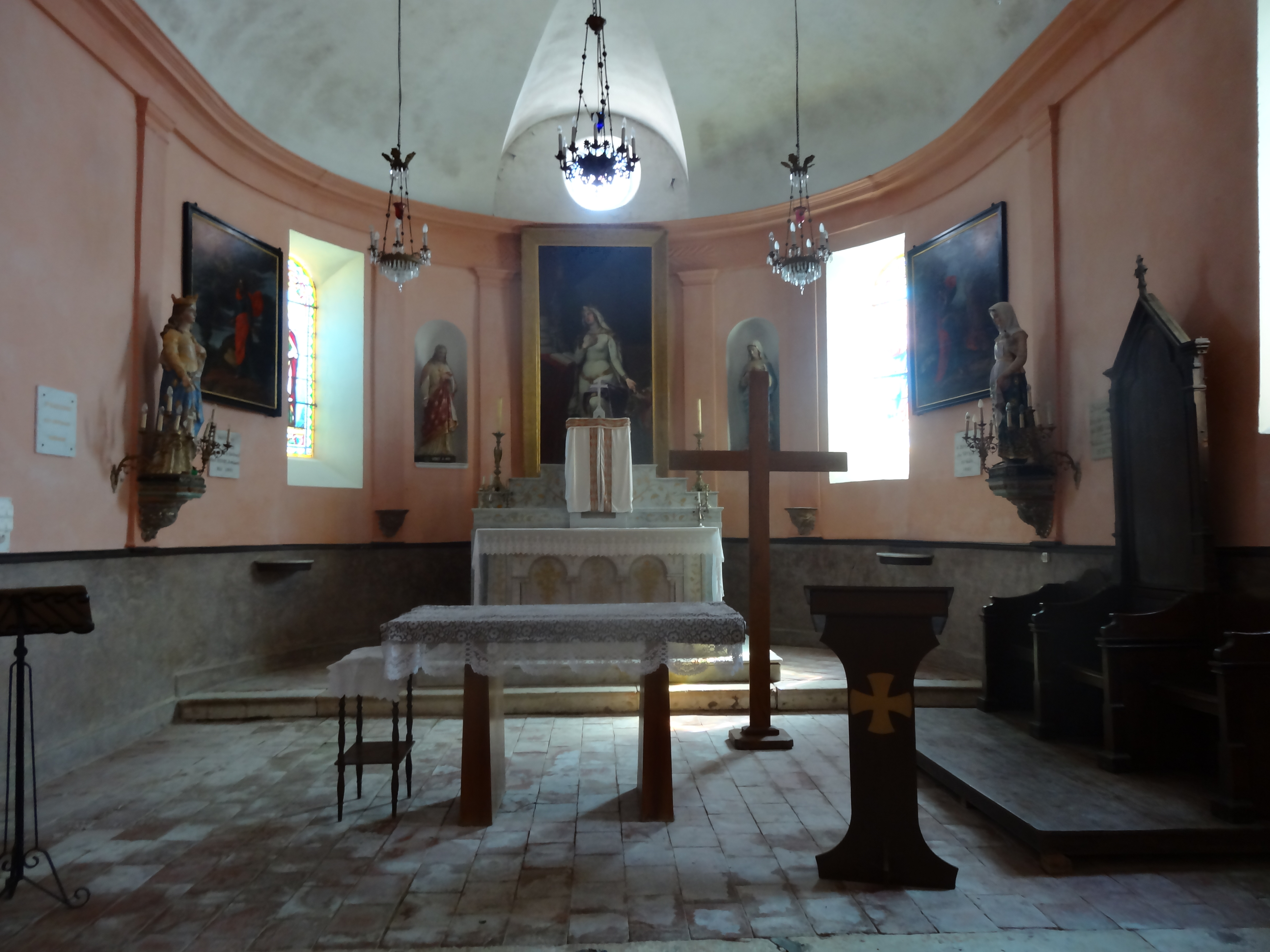
Le chœur.
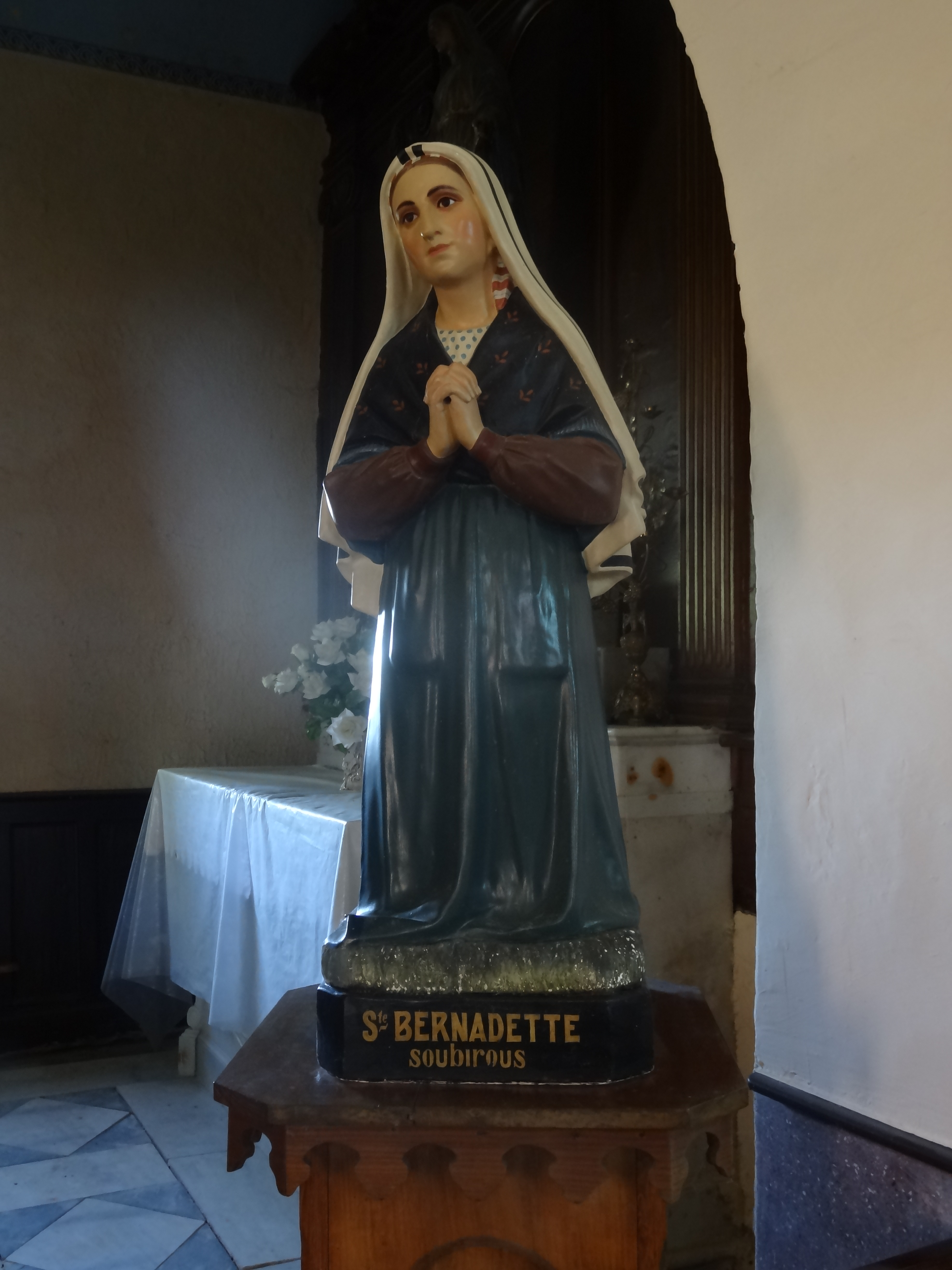
Statue Sainte-Bernadette.
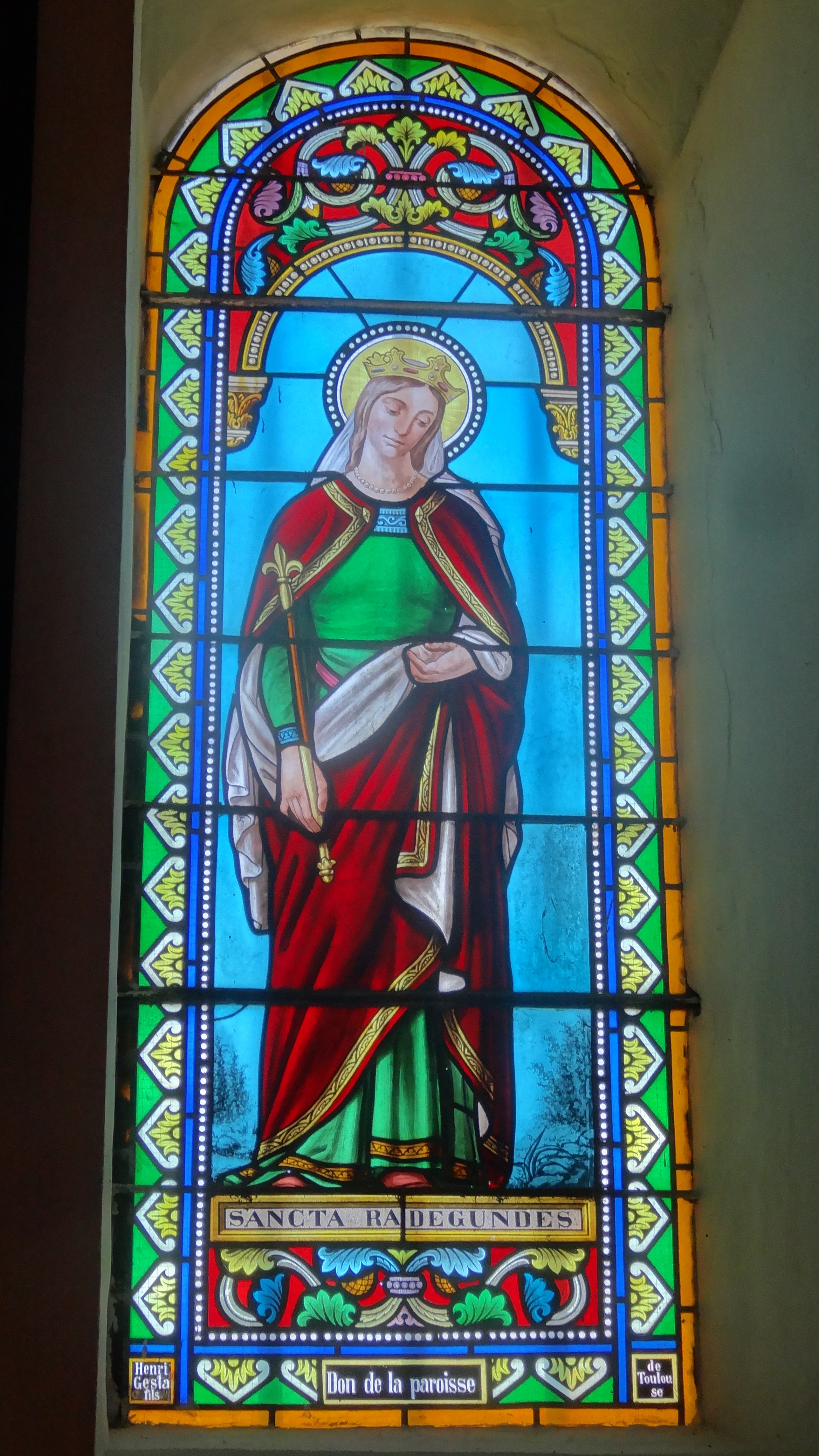
Vitrail.

- Chapelle Saint-Lary de Saint-Lary.

Autres lieux et monuments
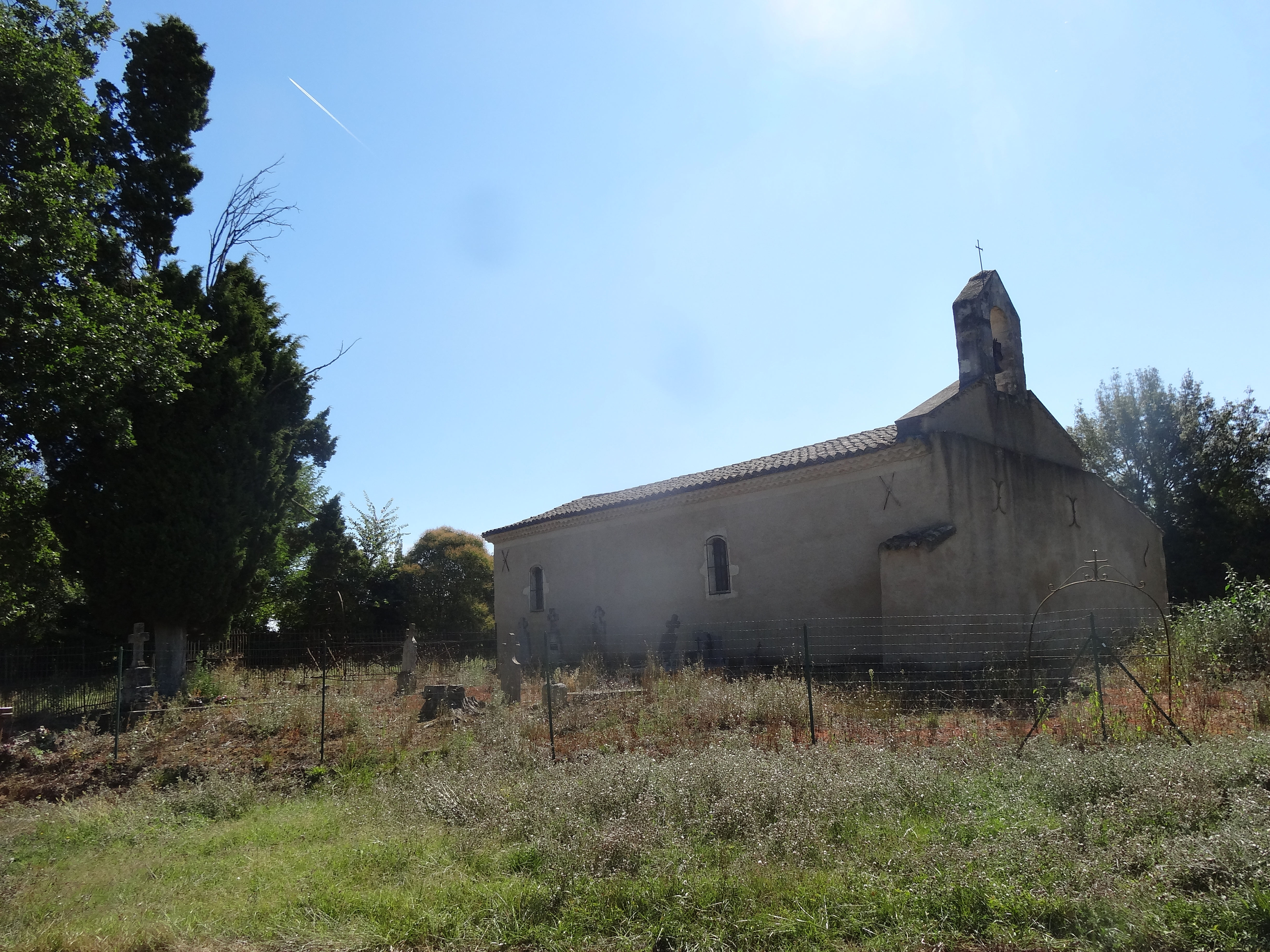
La chapelle Saint-Lary et son cimetière désaffecté.
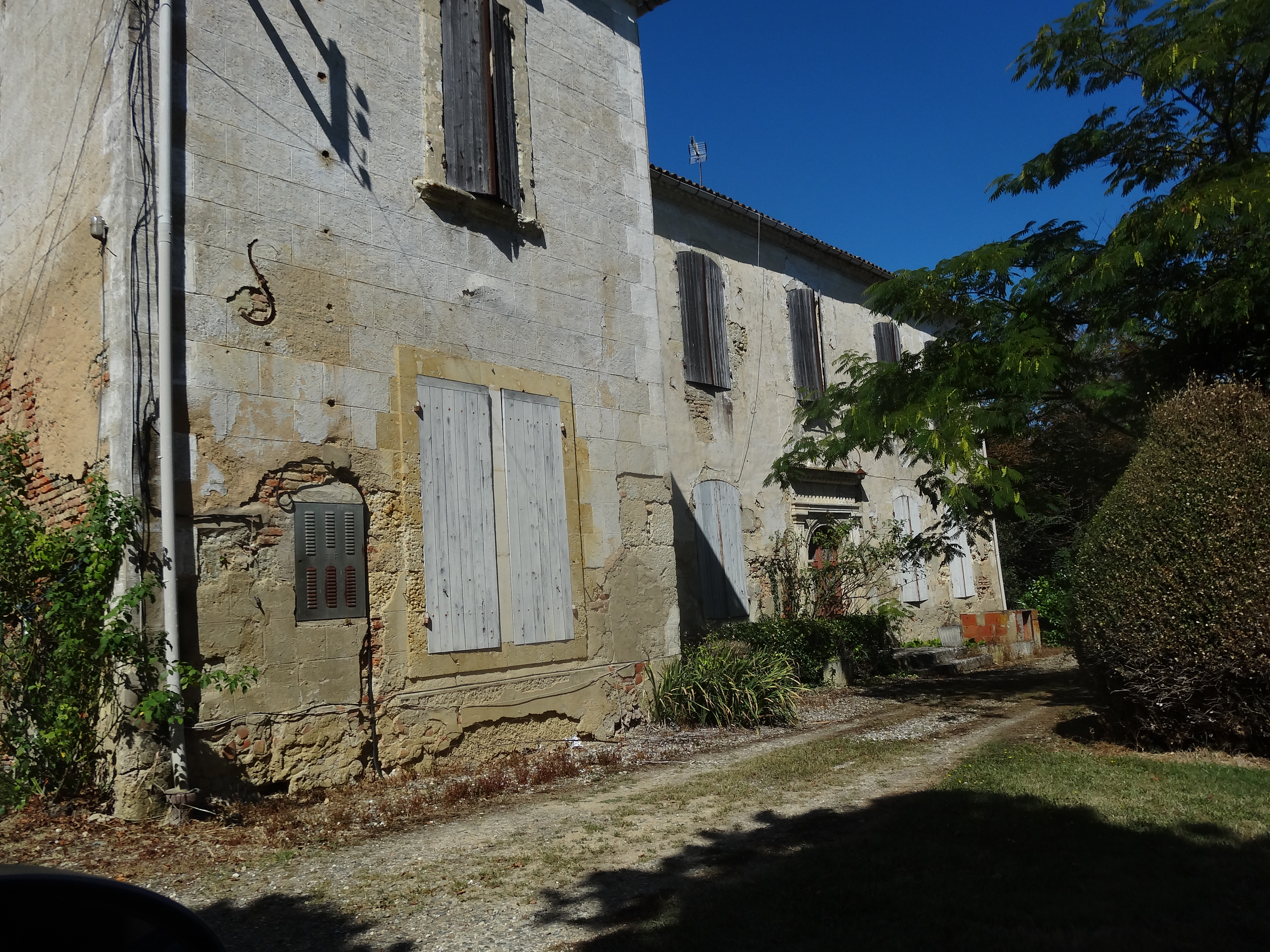
Le château Saint-Lary.
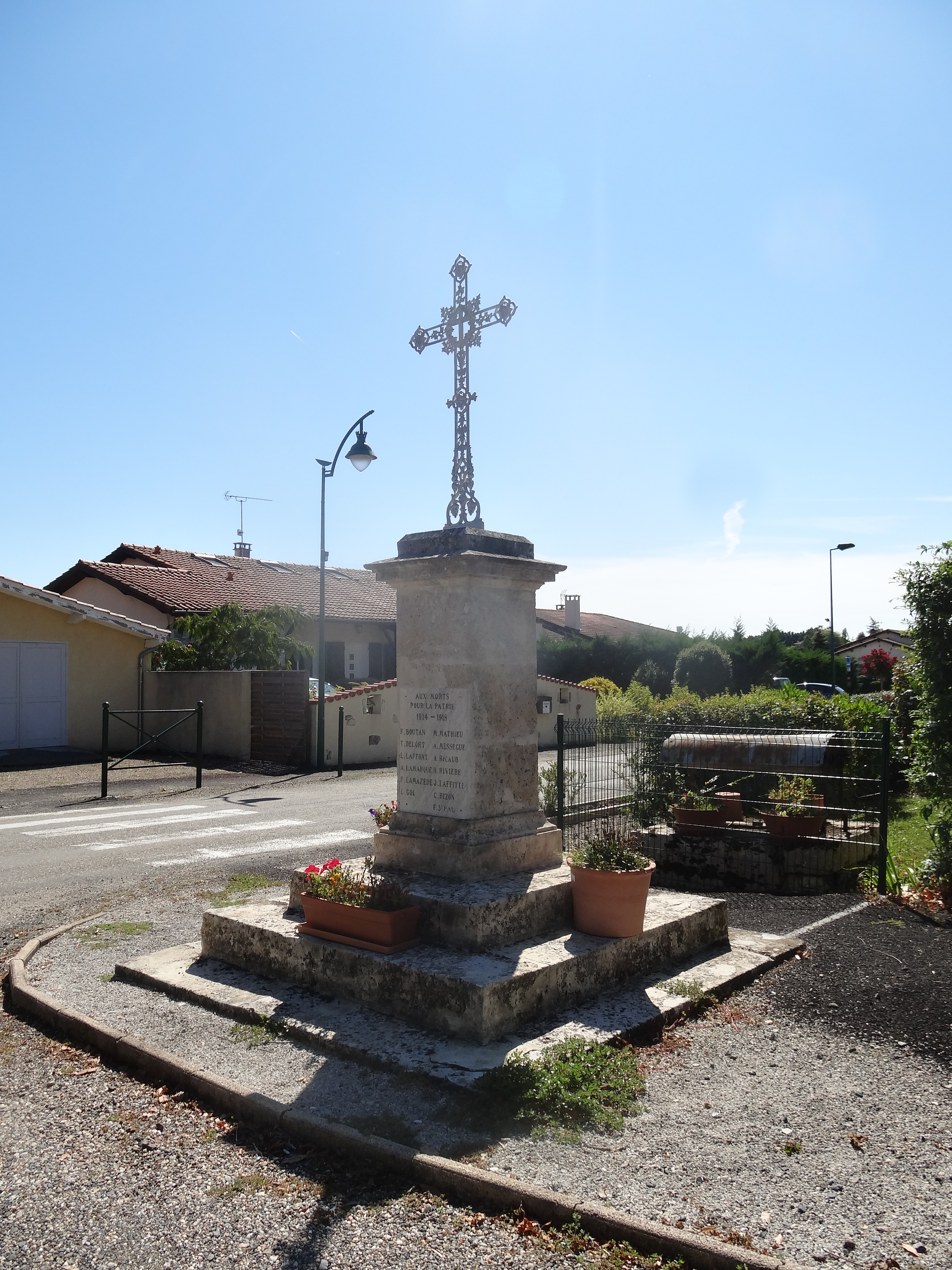
Le monument aux morts.
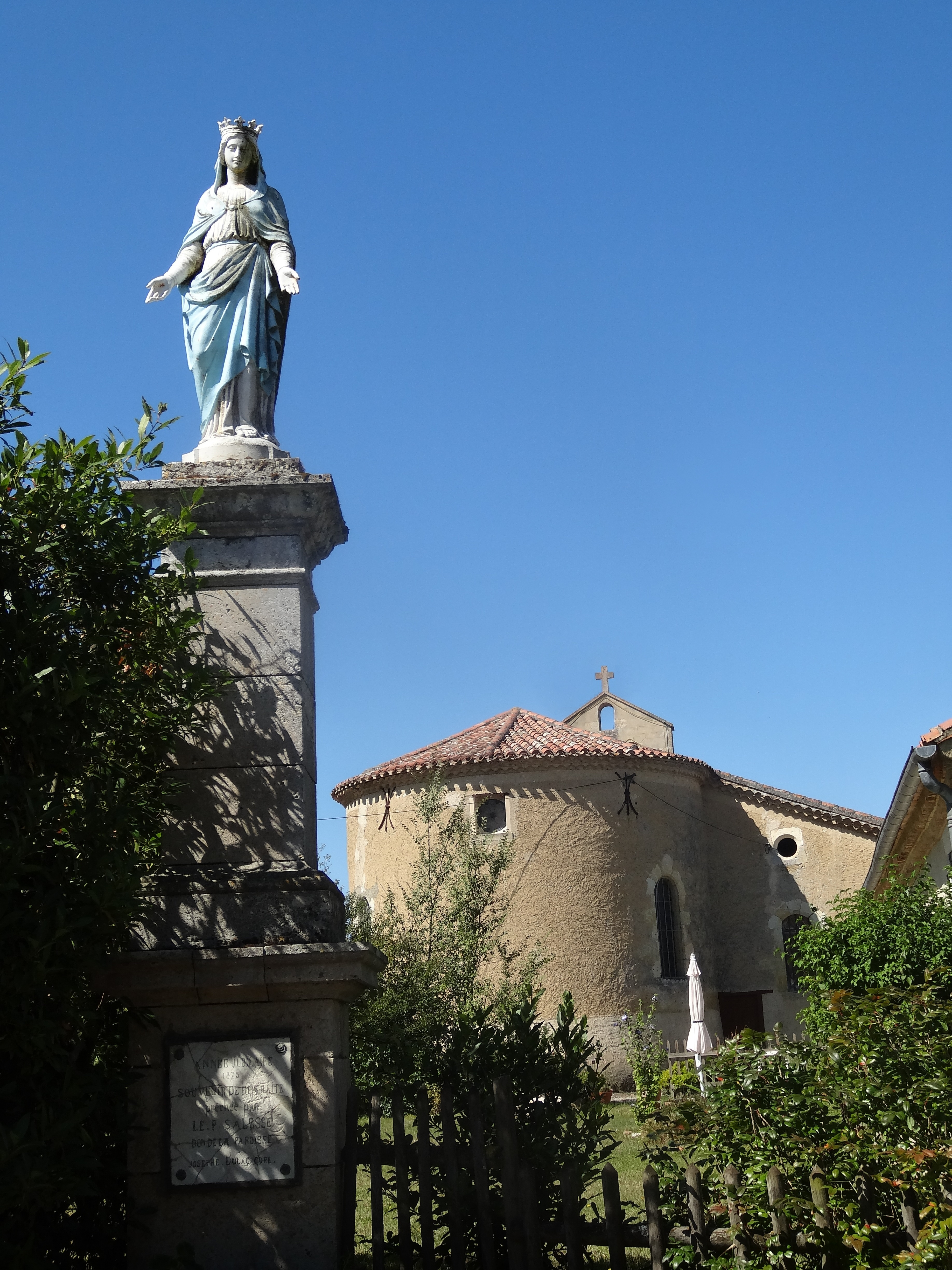
Statue de la Vierge Marie avec l'église en arrière-plan.
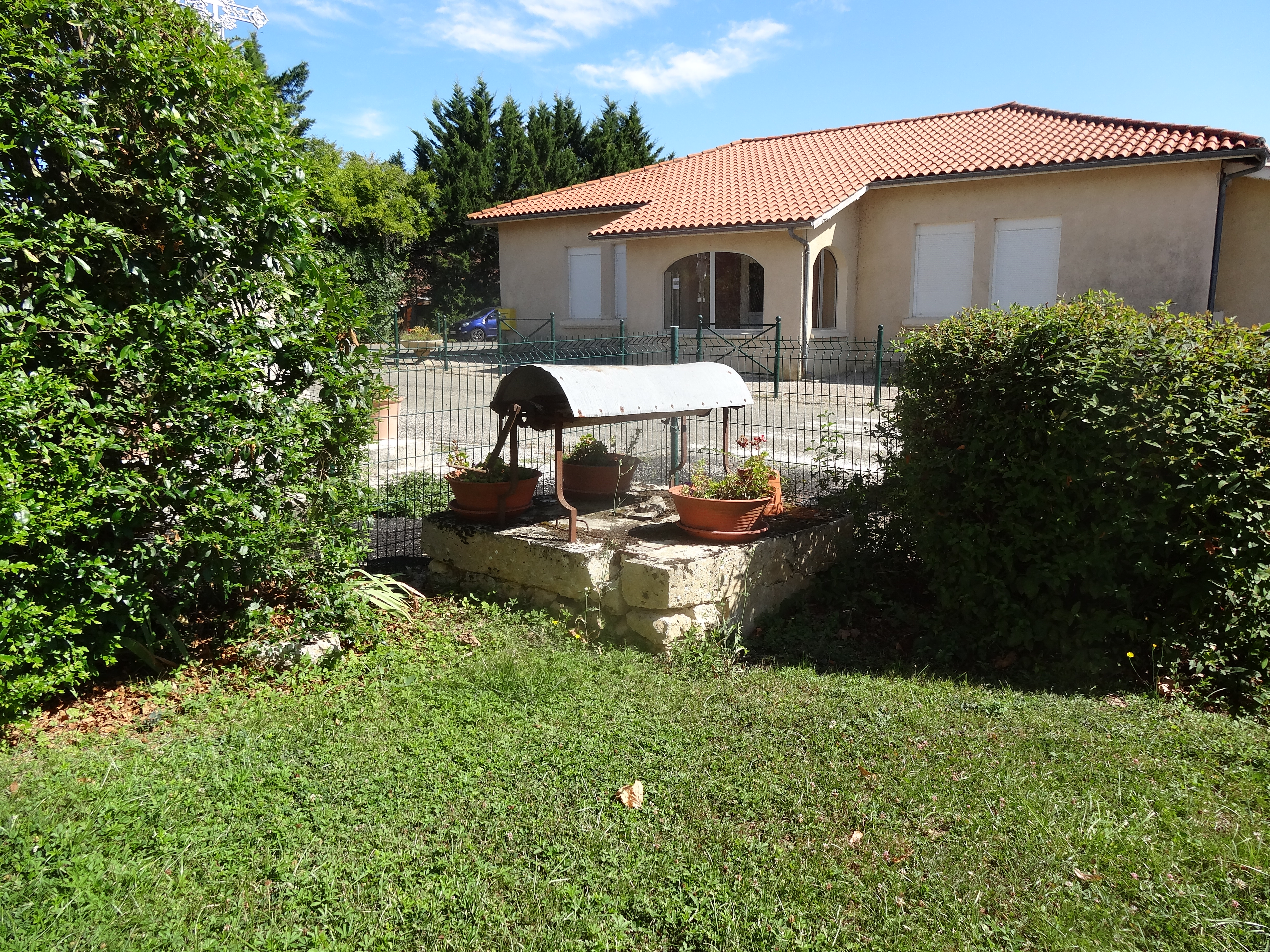
Puits au village.